# Pixel 4
Pixel 4・Pixel 4aは、アメリカのGoogleによって開発された第4世代移動通信システム対応のSIMフリースマートフォンである。

## Pixel 4・Pixel 4 XL
Pixel 4シリーズはPixel 4とPixel 4 XLの2種類のモデルによる展開である。
2019年10月15日（東部標準時）に行われたイベント「Made by Google」において日本での発売が正式発表され、10月24日よりGoogleストアとソフトバンクから発売が開始された。

## Pixel 4a・Pixel 4a（5G)
Pixel 4aは、2019年に発売されたPixel 3aの後継機である。通常モデルであるPixel 4の発表から10ヶ月後の2020年8月3日（日本時間2020年8月4日）に4aが、9月30日にはPixel 4a（5G）がそれぞれ正式発表された。3aとは異なり、2020年後半に5Gモデルが登場したものの、3aにあった大画面の「XL」モデルは存在しない。

### 仕様
Pixel 4aで展開されているカラーは「ジャストブラック」「ベアリーブルー」。Pixel 4a (5G)で展開されているカラーは「ジャストブラック」「クリアリーホワイト」。
Pixel 4に似ているが、今機はポリカーボネート製で、アルミを削るなどし繋ぎ目をなくした筐体を採用している。ディスプレイにはスリムで均一な黒い縁があり、正面カメラのための左上隅に円形の切り込みがある。背面には指紋認証センサーが搭載されている。スピーカーには左右にスピーカーを設置しそれぞれ異なる音を出すことによって立体音響を狙う、ステレオスピーカーが搭載されている。3.5mmのイヤホンジャックが搭載されているため、有線でヘッドホンやイヤホンを楽しめる。また、本体の底面にはUSB Type-Cポートが搭載されており、これにより最大18Wの急速充電に対応している。

Pixel 4aは、半導体大手クアルコムのSnapdragon 730G システムオンチップ（複数の機能を一つの半導体チップにまとめたもの）/Adreno 618 GPU と 6 GB のメインメモリ、128 GB の内部ストレージを搭載している。また、microSDカードに非対応なため、本体でのデータ保存は内部ストレージのみとなる。ワイヤレス充電、防水機能、握力センサー、Pixel 4に標準搭載されているPNC（Pixel Neural Core）を欠いている。3140mAhのバッテリーを採用しており、急速充電は最大18Wに対応している。

Pixel 4aの背面

ディスプレイには2340×1080ドットの有機ELディスプレイを採用している。画面サイズについて、産経新聞・毎日新聞・米USA Todayは5.8インチと報道している。一方、日本経済新聞やニューヨーク・タイムズは5.81インチとしている。
背面上部にはFeliCaを搭載しており、非接触型クレジットカードやsuicaなどを設定することによって使用することが可能になる。
背面カメラは、Pixel 4と同じセンサーを搭載した1220万画素カメラ一つのみとなっている。前面カメラは左上にある円形の切り込みに800万画素のカメラが搭載されている。4に搭載されていた、人の動きなどを感知する「Soli」レーダーは非搭載となっている。カメラアプリには4に備えられていた夜景モード・ポートレートモード・「Live HDR+」などを受け継ぐ形で4aにも搭載されている。光学ズームは搭載しないが、デジタルズームはソフトウエア処理で画質を高める「超解像ズーム」に対応している。また、4aは3年間のOS・セキュリティアップデートが保証されている。

### 評価
GIGAZINEによると、Pixel 4aは、多くのレビュアーがカメラの品質と全体的な価格の価値を賞賛し、廉価版としては概ね肯定的なレビューでリリースされたという。
- CNETは、同じ価格帯の携帯電話の中で最高の写真の品質を持っていると考え、8.4/10のスコアを4aに与えた[21]。
- The Vergeは、4aの優れたカメラと許容可能なバッテリー寿命のための携帯電話を賞賛したが、平凡なビデオ録画性能とワイヤレス充電と防水性の欠如を批判した[22]。
- ニューヨーク・タイムズは、第二世代のiPhone SEと比較し、Pixel 4aは優れた暗闇でのカメラ性能とより良いディスプレイとバッテリー性能を持っていると評価した。しかし、iPhoneはより良いパフォーマンスを持っているとした[19]。
- ガーディアン紙のサミュエル・ギブスは、Pixel 3a XLとiPhone SEよりもスムーズに動作し、バッテリー駆動時間も優れていると述べている[23]。
- USA Todayは、4aの美しい画面、Pixel独自の機能に満足していると評価した。ただ唯一の欠点として、バッテリー持続時間が5時間しかもたないことを指摘している[18]。